# 柴田大知
柴田 大知（しばた だいち、1977年6月18日 - ）は日本中央競馬会（JRA）美浦トレーニングセンター所属の騎手。双子の兄・柴田未崎もJRAの元騎手。同期には福永祐一・和田竜二らがおり、競馬学校花の12期生のひとりである。

## 来歴
小学5年生の時、弟の未崎と共にJRA宇都宮育成牧場で乗馬を開始。当初から騎手という職業には惹かれていたが競馬そのものにさほどの関心はなく、ともに宇都宮育成牧場に所属していた4歳年上の小林淳一が競馬学校に合格したことで、初めて競馬学校の存在を知ったほどだった。そして小林がJRA騎手としてデビューを果たしたのを契機に、自身も騎手になろうという決意を固める。また弟の未崎も同じ進路を歩むが2人して相談するでなく、自然と同じ志を抱くようになっていたという。
入学当初は成績が芳しくなかった大知であったが卒業時には上位2･3番目にまで挽回する盛り返しを見せたものの、大知のいた12期生は後に「花の12期生」と称されるもデビュー当時は傑出した騎手候補生がなく、所属先の厩舎がなかなか決まらない者もいた。大知もまたその1人であったが、最終的に美浦の栗田博憲厩舎に決まり、1996年3月、未崎と揃って騎手デビューを果たす。
JRA史上初の双子騎手、さらに双子でふたご座ということも話題を集め、デビュー当時多くのマスコミから注目を集めたが、大知は「結果も出していないのに双子というだけで騒がれるのは嫌だった」とコメントを残している。
同期の福永がデビュー2連勝を飾る中「自分は自分」とマイペースで進め、3月31日に初勝利を記録。8月3日には双子ワンツーフィニッシュ（1着・未崎、2着・大知）を飾り、デビュー年は27勝を挙げ民放競馬記者クラブ賞を受賞した。
2年目の1997年6月29日、ラジオたんぱ賞をエアガッツで制して重賞初勝利。しかしこの重賞勝利の直後に、当時の師匠である栗田の反対を押し切って競馬新聞記者との結婚を強行し、これが原因で栗田厩舎から解雇処分（破門）されてしまいフリーの騎手となった。この事件を境に騎乗数が減り始め、次第に勝てなくなり、周囲からは調教助手への転進を進める声も出るほどだった。しかし、栗田とは後に和解し、同厩舎の所属馬であるマイネルハニーの主戦騎手になった。
2003年以降は、勝利数がひと桁台にまで落ち込む。2005年12月10日、騎乗数確保のため障害競走に初騎乗。以後、平地競走・障害競走の双方で騎乗するようになる。2010年7月10日、ディアディアーで福島ジャンプステークスを勝ち、障害オープン特別競走初勝利、並びに前述のラジオたんぱ賞以来となるオープン競走勝利を挙げた。
平地競走では2006年から2008年まで平地競走勝ち鞍ゼロと大苦戦するが、2008年8月3日、新潟競馬第11競走の北陸ステークスでダイイチミラクルに騎乗して2着に入り、それを機にミルファームの所有馬に騎乗するようになる。そしてミルファーム代表の清水敏が以前ビッグレッドファームに勤務していたことで、その縁は岡田繁幸にまで広がり、マイネル軍団の馬にも騎乗するようになった。
2011年6月11日にマジェスティバイオで東京ジャンプステークスを勝ち、障害重賞初勝利、14年ぶりの重賞勝利を果たす。7月2日、マイネルネオスで中山グランドジャンプを勝ち、GI（J・GI）初制覇。勝利騎手インタビューでは「騎手を辞めなくてよかったです」と語り、涙を流す一面もあった。この勝利を機にマイネル軍団からの騎乗依頼はさらに増え、2006年に52回まで落ち込んだ騎乗回数が、この年はデビュー以来最多となる493回に伸びた。
2012年3月4日にコスモオオゾラで弥生賞を勝ち、5362日ぶりの平地重賞勝利を収めた。これはグレード制導入（1984年）以降、最長間隔での勝利となった。またその騎乗ぶりを岡田は「好位にとりついて、なだめるのがうまい」と称賛した。4月14日、マジェスティバイオで中山グランドジャンプを勝ち、同競走連覇を達成した。
2013年5月5日に10番人気のマイネルホウオウでNHKマイルカップに勝ち、自身200勝目を平地GI初勝利で飾った。1984年のグレード制導入（障害のグレード制導入は1999年）以後、平地・障害両方のGIを制した騎手は熊沢重文以来、史上2人目の快挙達成となった。年間騎乗数も858回となり過去最高となった。2014年以降は障害競走に騎乗しなくなった。
これ以降マイネル軍団の主戦騎手としての地位を確固たるものにし、その後もマイネルラクリマやマイネルフロストで重賞を制覇。岡田自らが所有する地方所属馬のプレイアンドリアルで京成杯を、トラストで札幌2歳ステークスを勝利している。また2018年のカペラステークスでは代打としてコパノキッキングに騎乗、同馬を勝利に導いている。
2021年1月5日、中山競馬第12競走を勝利し、史上101人目のJRA通算500勝を達成した。
2024年2月10日、東京2Rのマイネルメダリオンで、史上36人目（現役21人目）の1万2000回騎乗を達成した。

## 主な騎乗馬
- エアガッツ（1997年ラジオたんぱ賞）
- マイネルネオス（2011年中山グランドジャンプ）
- マジェスティバイオ（2011年東京ジャンプステークス、東京ハイジャンプ、2012年中山グランドジャンプ）
- コスモオオゾラ（2012年弥生賞）
- マイネルホウオウ（2013年NHKマイルカップ）
- マイネルラクリマ（2013年七夕賞）
- プレイアンドリアル（2014年京成杯）
- マイネルフロスト（2014年毎日杯）
- マイネルバイカ（2015年白山大賞典）
- トラスト（2016年札幌2歳ステークス）
- マイネルハニー（2016年チャレンジカップ）
- マイネルバサラ（2017年浦和記念）
- コパノキッキング（2018年カペラステークス）
- スマイルカナ（2020年フェアリーステークス、ターコイズステークス）
- コスモフリーゲン（2025年七夕賞）

### その他の騎乗馬
- ドナモラズ
- ウインフルブルーム
- ダノンヨーヨー
- タガノトネール
- リトルゲルダ
- カレンミロティック
- ノボバカラ
- ワンダーリーデル
- ミシシッピテソーロ

## 騎乗成績
|       | 内容       | 日付           | 競馬場・開催  | 競走名           | 馬名               | 頭数 | 人気 | 着順 |
| ----- | ---------- | -------------- | ------------- | ---------------- | ------------------ | ---- | ---- | ---- |
| 平 地 | 初騎乗     | 1996年3月2日   | 1回中山3日1R  | 4歳未勝利        | フジノコハギ       | 16頭 | 4    | 3着  |
| 平 地 | 初勝利     | 1996年3月31日  | 2回中山4日5R  | 4歳未勝利        | ライトオンファイア | 16頭 | 1    | 1着  |
| 平 地 | 重賞初騎乗 | 1996年8月25日  | 4回中山6日11R | 新潟記念         | シャルムダンサー   | 11頭 | 10   | 11着 |
| 平 地 | 重賞初勝利 | 1997年6月29日  | 1回福島6日11R | ラジオたんぱ賞   | エアガッツ         | 9頭  | 3    | 1着  |
| 平 地 | GI初騎乗   | 1997年4月6日   | 2回阪神6日10R | 桜花賞           | グランシェール     | 18頭 | 12   | 16着 |
| 平 地 | GI初勝利   | 2013年5月5日   | 2回東京6日11R | NHKマイルカップ  | マイネルホウオウ   | 18頭 | 10   | 1着  |
| 障 害 | 初騎乗     | 2005年12月10日 | 5回中山3日5R  | 障害3歳上未勝利  | ミラクルコジーン   | 14頭 | 11   | 9着  |
| 障 害 | 初勝利     | 2008年1月12日  | 1回中山3日4R  | 障害4歳上未勝利  | ジンデンバリュー   | 14頭 | 7    | 1着  |
| 障 害 | 重賞初騎乗 | 2006年6月10日  | 3回東京7日9R  | 東京ハイジャンプ | ファインピーク     | 14頭 | 9    | 7着  |
| 障 害 | 重賞初勝利 | 2011年6月11日  | 3回東京7日8R  | 東京ジャンプS    | マジェスティバイオ | 14頭 | 8    | 1着  |
| 障 害 | JGI初騎乗  | 2010年12月25日 | 5回中山7日10R | 中山大障害       | マイネルネオス     | 12頭 | 5    | 3着  |
| 障 害 | JGI初勝利  | 2011年7月2日   | 3回中山5日11R | 中山グランドJ    | マイネルネオス     | 12頭 | 2    | 1着  |

| 年度   | 平地競走 | 平地競走 | 平地競走 | 平地競走 | 平地競走 | 平地競走 | 平地競走 | 障害競走 | 障害競走 | 障害競走 | 障害競走 | 障害競走 | 障害競走 | 障害競走 |
| 年度   | 1着      | 2着      | 3着      | 騎乗数   | 勝率     | 連対率   | 複勝率   | 1着      | 2着      | 3着      | 騎乗数   | 勝率     | 連対率   | 複勝率   |
| ------ | -------- | -------- | -------- | -------- | -------- | -------- | -------- | -------- | -------- | -------- | -------- | -------- | -------- | -------- |
| 1996年 | 27       | 25       | 32       | 350      | .077     | .149     | .240     | -        | -        | -        | -        | -        | -        | -        |
| 1997年 | 29       | 18       | 29       | 336      | .086     | .140     | .226     | -        | -        | -        | -        | -        | -        | -        |
| 1998年 | 11       | 17       | 19       | 315      | .035     | .089     | .149     | -        | -        | -        | -        | -        | -        | -        |
| 1999年 | 10       | 9        | 17       | 253      | .040     | .075     | .142     | -        | -        | -        | -        | -        | -        | -        |
| 2000年 | 9        | 19       | 22       | 293      | .031     | .096     | .171     | -        | -        | -        | -        | -        | -        | -        |
| 2001年 | 11       | 15       | 16       | 291      | .038     | .089     | .144     | -        | -        | -        | -        | -        | -        | -        |
| 2002年 | 10       | 8        | 9        | 239      | .042     | .075     | .113     | -        | -        | -        | -        | -        | -        | -        |
| 2003年 | 5        | 4        | 6        | 197      | .025     | .046     | .076     | -        | -        | -        | -        | -        | -        | -        |
| 2004年 | 5        | 10       | 7        | 135      | .037     | .111     | .163     | -        | -        | -        | -        | -        | -        | -        |
| 2005年 | 3        | 2        | 5        | 98       | .031     | .051     | .102     | 0        | 0        | 0        | 3        | .000     | .000     | .000     |
| 2006年 | 0        | 0        | 1        | 13       | .000     | .000     | .077     | 0        | 5        | 4        | 39       | .000     | .128     | .231     |
| 2007年 | 0        | 0        | 0        | 12       | .000     | .000     | .000     | 0        | 1        | 4        | 42       | .000     | .024     | .119     |
| 2008年 | 0        | 1        | 0        | 22       | .000     | .045     | .045     | 1        | 2        | 2        | 50       | .020     | .060     | .100     |
| 2009年 | 1        | 3        | 1        | 71       | .014     | .056     | .070     | 1        | 0        | 1        | 45       | .022     | .022     | .044     |
| 2010年 | 4        | 12       | 8        | 185      | .022     | .086     | .130     | 2        | 3        | 3        | 35       | .057     | .143     | .229     |
| 2011年 | 15       | 23       | 27       | 453      | .033     | .084     | .143     | 5        | 5        | 3        | 40       | .125     | .250     | .325     |
| 2012年 | 38       | 41       | 36       | 715      | .053     | .110     | .161     | 3        | 3        | 1        | 21       | .143     | .286     | .333     |
| 2013年 | 43       | 49       | 61       | 854      | .050     | .108     | .179     | 0        | 1        | 0        | 4        | .000     | .250     | .250     |
| 2014年 | 50       | 47       | 54       | 855      | .058     | .113     | .177     | -        | -        | -        | -        | -        | -        | -        |
| 2015年 | 39       | 44       | 66       | 867      | .045     | .096     | .172     | -        | -        | -        | -        | -        | -        | -        |
| 2016年 | 56       | 72       | 61       | 856      | .065     | .150     | .221     | -        | -        | -        | -        | -        | -        | -        |
| 2017年 | 47       | 53       | 61       | 811      | .058     | .123     | .199     | -        | -        | -        | -        | -        | -        | -        |
| 2018年 | 30       | 49       | 58       | 812      | .037     | .097     | .169     | -        | -        | -        | -        | -        | -        | -        |
| 2019年 | 18       | 33       | 45       | 661      | .027     | .077     | .145     | -        | -        | -        | -        | -        | -        | -        |
| 2020年 | 26       | 25       | 31       | 556      | .047     | .092     | .147     | -        | -        | -        | -        | -        | -        | -        |
| 2021年 | 17       | 36       | 28       | 522      | .033     | .102     | .155     | -        | -        | -        | -        | -        | -        | -        |
| 2022年 | 12       | 23       | 36       | 511      | .023     | .068     | .139     | -        | -        | -        | -        | -        | -        | -        |
| 2023年 | 8        | 11       | 23       | 397      | .020     | .048     | .106     | -        | -        | -        | -        | -        | -        | -        |
| 2024年 | 8        | 8        | 13       | 374      | .021     | .043     | .078     | -        | -        | -        | -        | -        | -        | -        |
| 中央   | 532      | 657      | 772      | 12054    | .044     | .099     | .162     | 12       | 20       | 18       | 279      | .043     | .115     | .179     |
| 地方   | 25       | 32       | 42       | 329      | .076     | .167     | .295     |          |          |          |          |          |          |          |
| 海外   | 0        | 0        | 0        | 1        | .000     | .000     | .000     |          |          |          |          |          |          |          |

- 100勝 2002年2月10日 小倉9R 山国川特別・ブラインドタッチ
- 200勝 2013年5月5日 東京11R NHKマイルカップ・マイネルホウオウ
- 300勝 2015年8月2日 新潟3R 3歳未勝利・コスモナオス
- 400勝 2017年7月1日福島11R サラ2歳未勝利・コスモイグナーツ
- 500勝 2021年1月5日 中山12R 4歳以上2勝クラス・レオンドーロ

（JRA騎手名鑑、地方成績のウマニティより）

### 表彰歴
- 民放競馬記者クラブ賞（関東新人騎手賞）（1996年度）